# Télégramme électronique du Bureau central
Les télégrammes électroniques du Bureau central (sous-entendu du Bureau central des télégrammes astronomiques ; en abrégé CBET d'après l'anglais Central Bureau Electronic Telegramme) sont des messages gérés par l'Union astronomique internationale par l'intermédiaire du Bureau central des télégrammes astronomiques visant à alerter les astronomes du monde entier d'événements astronomiques récents ou nécessitant une attention particulière tels des comètes, novae ou supernovae. Ces messages sont exclusivement distribués sous format électronique. 

## Liste
Abréviations utilisées :
- type de CBET : d = découverte ; c = changement de statut (astéroïde → comète)
- type d'objet : P/ = comète périodique (<200 ans) ; C/ = comète non périodique ou à longue période (>200 ans) ; R/ = anneau ; S/ = satellite ; SN = supernova.

- CBET 3786 (18/01/2014) : SN 2013hv
- CBET 3787 (18?/01/2014) : ?
- CBET 3788 (18/01/2014) : d - SN 2014H
- CBET 3789 (18/01/2014) : d - SN 2013hw
- CBET 3790 (20/01/2014) : d - SN 2014H (erreur, en fait SN 2014I, corrigé dans CBET 3791)
- CBET 3791 (20/01/2014) : d - SN 2014I (corr. de CBET 3790)
- CBET 4035 (17/12/2014) : d - S/2014 (130) 2 (erreur, en fait S/2014 (130) 1, corrigé dans CBET 4036)
- CBET 4036 (17/12/2014) : d - S/2014 (130) 1 (corr. de CBET 4035)
- CBET 4273 (24/04/2016) : C/2015 WZ (PANSTARRS)
- CBET 4274 (24/04/2016) : 252P/LINEAR
- CBET 4275 (26/04/2016) : d - S/2015 (136472) 1
- CBET 4276 (09/05/2016) : d - P/2016 J1 (PANSTARRS)
- CBET 4277 (09/05/2016) : d - C/2016 J2 (Denneau)